# 花地瑪聖母
法蒂瑪聖母（葡萄牙語：Nossa Senhora de Fátima）是聖母瑪利亞的稱號之一。这一称号源于1917年在葡萄牙花地瑪小镇发生的多起法蒂玛圣母显灵事件。那年，三个牧童稱其在葡萄牙花地瑪连续六个月于当月的13日目睹圣母瑪利亞显现，后来又多次显灵。這一事件的真實性被天主教会認可。由于据三名牧童所称，圣母当时自称为“玫瑰玛利亚”，故也稱“玫瑰法蒂瑪圣母”（Nossa Senhora do Rosário de Fátima）等。据他们说，圣母玛利亚留下了三則預言。

## 历史

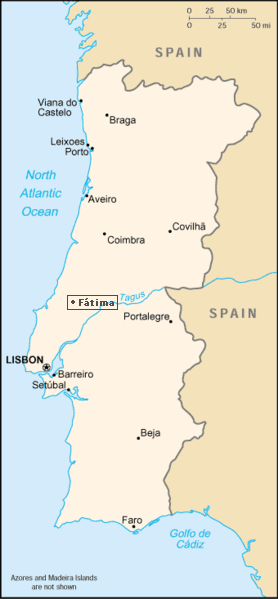
葡萄牙花地玛的地理位置

1917年从5月至10月，露希亚·桑托斯（Lúcia dos Santos，天主教譯为路濟婭）和她的表妹哈辛塔·玛尔托（Jacinta Marto，天主教譯为雅欽大）以及表弟弗朗希斯科·玛尔托（Francisco Marto，天主教譯为方濟各）三名牧童称在葡萄牙花地玛附近尔贾斯特外的空地上看到圣母玛利亚。他们总是在每个月的13日约在同一时辰看到她。露希亚称玛利亚“比太阳还要明亮，发射的光束比充满了闪烁的和被阳光刺目的光束穿透的水晶杯还要明亮和强烈。”

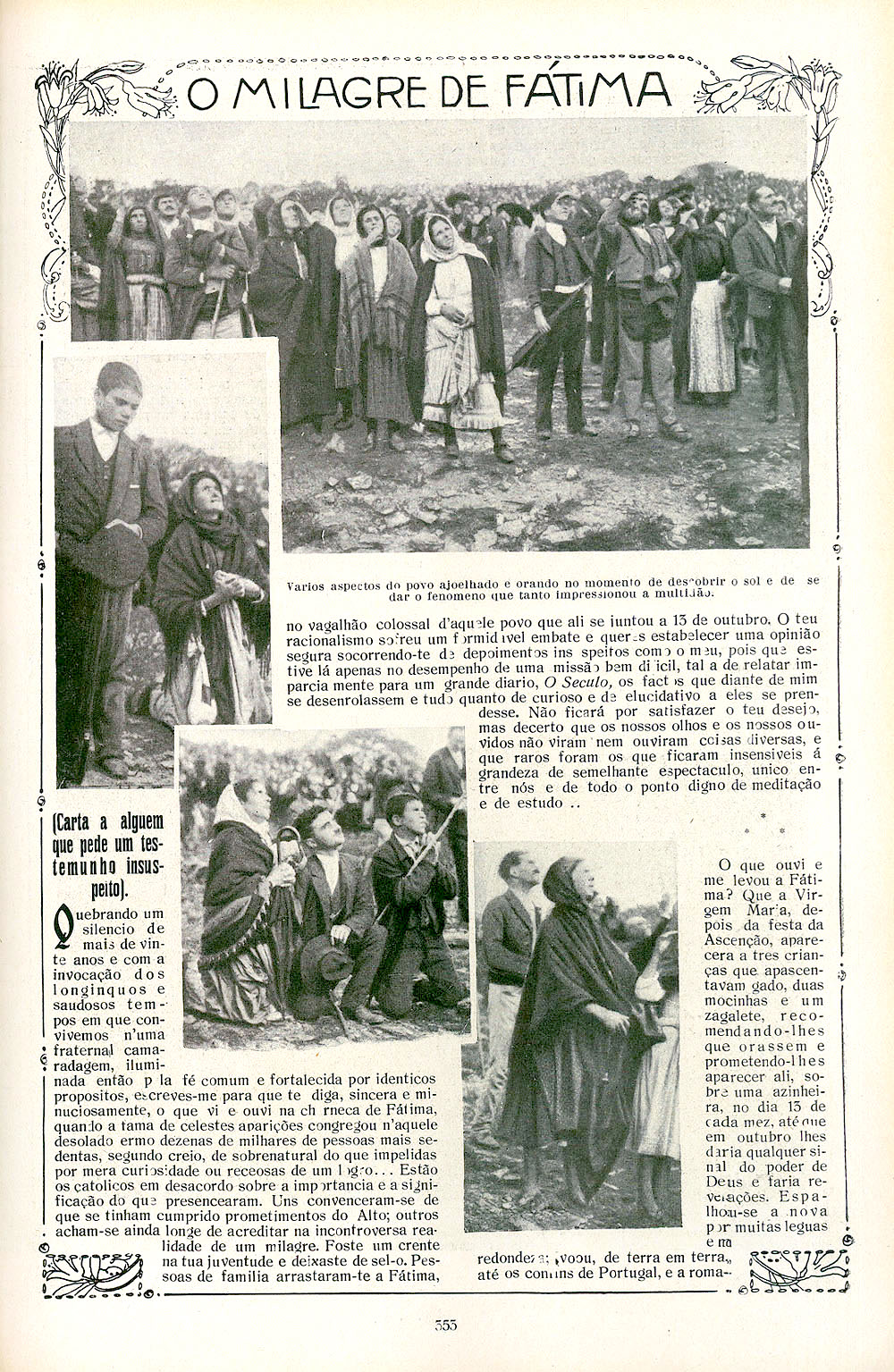
葡萄牙报纸Ilustração Portugueza1917年10月29日版的复制，显示期待花地瑪显现时“太阳奇迹”的人群

露希亚称玛利亚向他们透露了三个秘密（法蒂瑪的三個秘密）。她规劝牧童们通过忏悔和牺牲来拯救罪人。因此牧童们在腰上繫很紧的绳子、在热天裡不喝水等苦行赎罪。更重要的是露希亚称聖母命其每天詠誦《玫瑰经》，多次重申《玫瑰经》是获得个人和世界和平的关键。当时许多葡萄牙年轻人，包括这些牧童的亲戚，正在第一次世界大战中參軍打仗。
这个奇迹的消息传出后，每個月都有上千人湧到花地瑪和贾斯特外朝聖。1917年8月13日，当地省长亚瑟·桑托斯（Artur Santos）认为这个事件会导致政治动乱，因此在牧童們到达空地之前，将他们禁錮起來。当时省监狱里被关押的犯人说牧童们虽然非常愤怒，但他們沒有甚麼暴力行動，只是凝聚犯人們，并领导犯人一起念诵《玫瑰经》。省长桑托斯親身审问牧童，想知道秘密的內容，但是牧童不回應。桑托斯甚至燒了一锅烧滚的油，然后一个接一个将牧童们押出审讯室，假裝要把他们丟入油鍋中炮烙，逼牧童吐露秘密，但是牧童拒绝了。露希亚答应省長，会询问圣母是否可将秘密告知省长。这个月裡牧童聲称没有在13日於科瓦達伊里亞（Cova da Iria）看到聖母，而是在8月19日於瓦利尼烏斯（Valinhos）看到聖母。
1917年10月13日是1917年最后一次玛利亚显现。约7万人，包括报纸记者和摄影师，聚集在牧地，因为牧童们此前称当日会发生奇迹“让所有人相信”。当天下大雨，但是许多当时在场的人称云突然裂开，显露出形似一个在天上旋转的盘子的太阳，向周围发射各种颜色的光，然后这个太阳突然从天上落下，蛇行衝向地面，最后又回到它原来的位置，而人们本来湿的衣服完全干了。这个事件被称为“太阳奇迹”。
报纸O Século（葡萄牙当时最有影响的报纸，它比较倾向政府政策，反对僧侣）记者阿维利诺报道说：“聚集的人群按照圣经的教训光着头，不戴帽子，热切地搜索天空，他们惊讶地看到太阳开始发抖，它违反者所有宇宙规则突然开始不可思议地运动—按照众人典型的印象它‘跳舞’。”给报纸写作的眼科专家多明哥·平托·科埃尔和（Domingos Pinto Coelho）报道说：“太阳一会被红色的火焰围绕，一会被黄色和深紫色的火焰围绕。似乎在迅速旋转，突然它好像从天空中脱落，迅速向地面靠近，发出强烈的热。”里约热内卢日报关于1917年10月17日的特殊报道说：“……银色的太阳被同样刺眼灰色的光包围，好像在旋转，在裂开的云裡转动……光转化成美丽的蓝色，好像是通过大教堂裡着色的玻璃窗，照向跪下，伸出手的人群……人群哭泣，光头祈祷，面向着他们等候的奇迹。時間好像靜止，它是如此生动。”
当时其他科学家没有记录到任何太阳的运动或者其它现象。据其它报道直到40千米以外可以看到这个太阳的异常现象。那三个牧童除了看到这些现象外还说看到了一个巨大的显圣，包括耶稣、圣母玛利亚和聖若瑟祝福人群。本笃会科学史学家斯坦利·杰基（Stanley Jaki）神父认为人群看到的太阳运动是大气逆转造成的幻觉，但是牧童能夠预知这个现象显然是奇迹。

## 前两个秘密

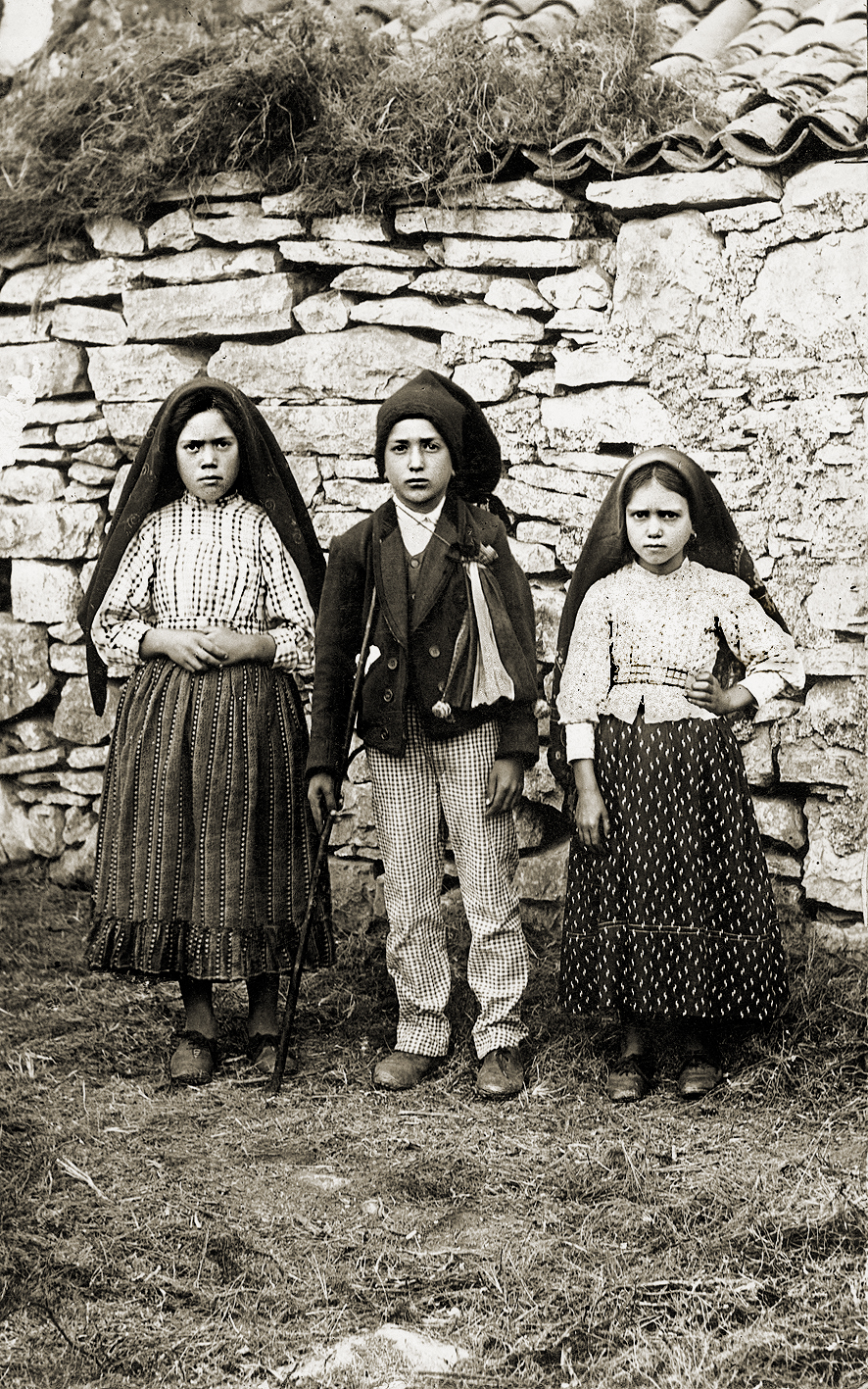
露琪亚·桑托斯（左）和她的表妹哈辛塔·玛尔托、表弟弗朗希斯科·玛尔托，摄于1917年。

第一个秘密是关于地狱的显示。露希亚在她1942年写的第三部回忆录中写道：
“圣母向我们展示似乎是地下的一个巨大的火海。魔鬼和人形的灵魂在火中，如同透明的，燃烧的灰烬，全部黑色或者烧焦的青铜色，浮在大火中。有时被随着烟云从他们中间跳起的火焰投入空中，然后像大火的火星一样在各处落回火中。完全没有重量或平衡。因为疼痛和绝望他们尖叫和呻吟。这使我们非常害怕，我们因此发抖。魔鬼可以通过它们可怕的或者未知动物类似的可憎形象与灵魂区别开来，它们全部是黑色和透明的。这个显示只持续了片刻。我们无法不感激我们慈祥的天上圣母，她在第一次显现时就已经答应我们带我们入天堂。否则的话我相信我们会因为恐怖和惧怕而死去。”
經考證後，教宗宣布特別在每年的5月13日向花地瑪聖母敬禮，並設為一級瞻禮（大禮）作紀念。在葡萄牙的花地瑪、澳門以及一些天主教地區均會對花地瑪聖母作大敬禮。
第二个秘密包括玛利亚教诲的拯救地狱中的灵魂以及使得整个世界基督教化的方法：
“你们看到了那些可怜的罪人去的地狱。要拯救他们，天主希望整个世界敬禮於我的無玷聖心。假如我对你们说的事情达到了，那么许多灵魂会得到拯救，並且將迎來和平。战争即将停止。但是假如人们不停止恼怒天主，一个更坏的战争会在庇護十一世任期内爆发。假如你有一夜看到天空被一个莫名的光照亮，那你就知道这是天主给你的預兆，方式是通过战争、饥饿和对教会和教宗的迫害，来惩罚整个世界的罪恶。要防止这发生，我要求将俄罗斯奉獻給我無玷聖心和首星期六的補贖感恩祭。假如我的要求被遵守，俄罗斯会轉變，那么就迎來和平。如果不是如此，俄國的错误会传播到整个世界，导致战争和对教会的迫害。好人会殉教；教宗会蒙受痛苦；许多国家会滅國。最終，我無玷聖心得胜，教宗会将俄罗斯奉献给我，俄國会皈依，全世界会迎來一段和平。”

## 牧童的命运

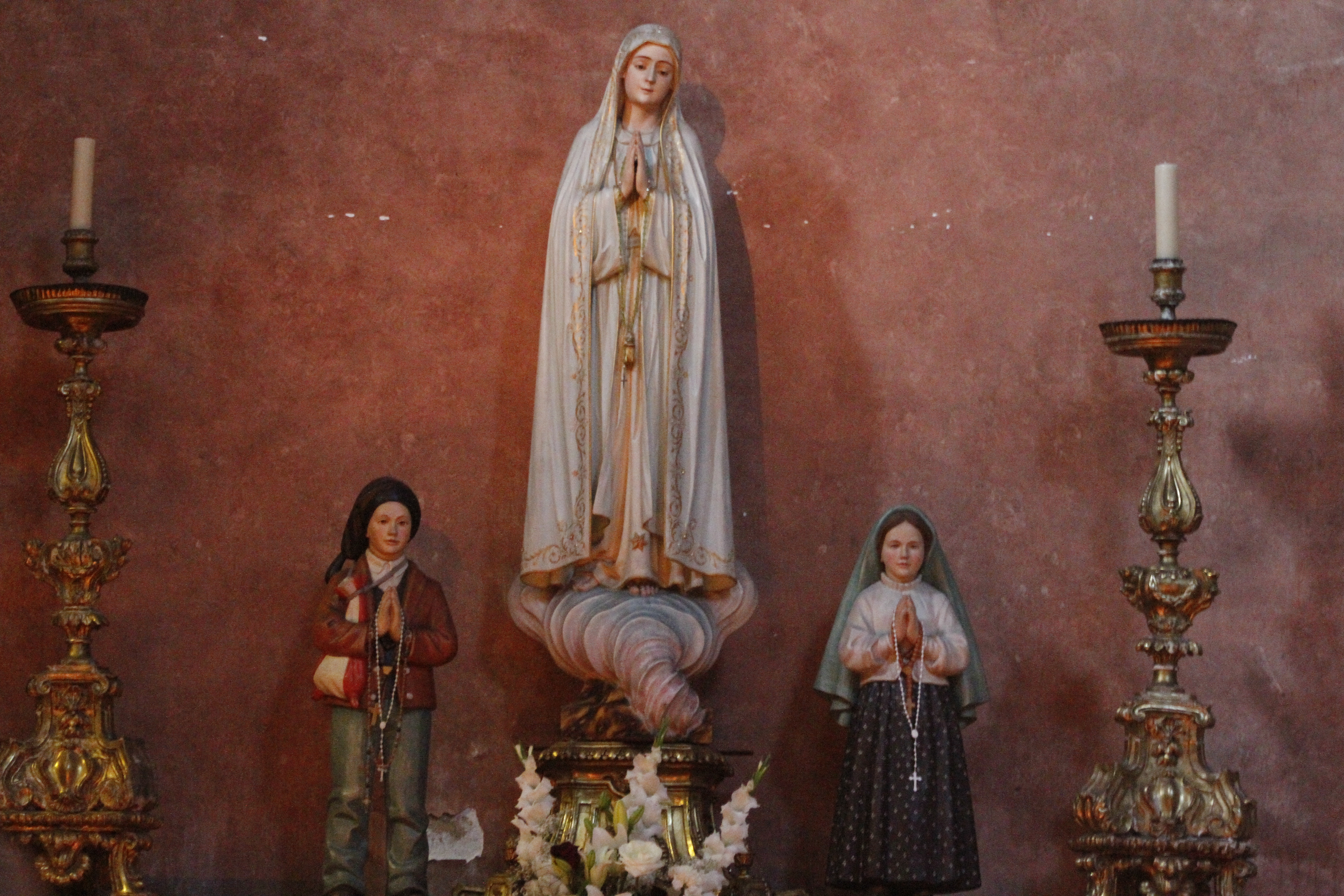
花地瑪聖母、聖品哈辛塔与弗朗希斯科

露希亚称于1925年在西班牙加利西亚蓬特韦德拉的修道院裡又看到圣母。这次她说她被授予传递首週六的信息。后来她自称她又看到耶稣再次传递这个要求。
1928年她转到加利西亚图伊的另一个修道院。1929年她称圣母又回来了，重复了将俄罗斯奉献给她無玷聖心的要求。
在露希亚一生中多次看到玛利亚，其中最重要的一次是在1931年，她说耶稣召见了她，教了她两端祈祷，并传达了一个信息给教会的層峰。
1947年，露希亚离开了加利西亚，加入葡萄牙科英布拉加尔默罗会的一个修道院。她于2005年2月13日逝世，享年97岁。她死后，聖座信理部部長若瑟·拉青格枢机下令封存她的房間。一般认为这是因为露希亚可能会被封圣，聖座会在封圣过程中检查其保存的證據。
露希亚的表弟弗朗希斯科（1908年—1919年）和表妹哈辛塔·玛尔托（1910年—1920年）死于1919年西班牙型流行性感冒。
1989年5月13日，若望保禄二世在花地玛将弗朗希斯科和哈辛塔封为可敬者。2000年5月13日，若望保禄二世又来到花地玛为两人奉列真福品。哈辛塔是一位非因殉教而成真福品的最年少者。2017年5月12日，教宗方濟各在法蒂瑪聖母顯靈100周年，將弗朗希斯科和哈辛塔冊封為聖人。兩人的神蹟發生於1989年及2013年，病患皆在向他們禱告後奇蹟般痊癒。
1917年6月13日，在第二次显现过程中，圣母玛利亚预言了三个牧童中兩人的早逝，不过在1941年前露希亚没有对任何人提到过这件事。一些人，比如玛尔托兄妹的母亲说她的孩子没有将这件事保密，他们多次强烈地对她和好奇的朝圣者提到自己將死亡。1941年，露希亚回忆说，她在6月13日问圣母，他们死后会不会进天堂？圣母回答说：“是的，我不久就会带走弗朗希斯科和哈辛塔，但你还会再待一段时间，因为耶稣希望你使别人知道我，被地上人所爱。他也希望你让世界奉献给我無玷的心。”据露希亚和医院人员报道，弗朗希斯科精确地预言了死亡时间和精确的情况。
两人的遺体于1935年和1951年被检查。哈辛塔的遺体被驗證為肉身不腐，弗朗希斯科的则已经腐化了。

## 奉献俄罗斯
露希亚說，圣母稱俄國人如果願意皈依，將讓世界迎來一个和平时期。
庇護十二世在1952年7月7日的教宗诏书中写道：“⋯⋯一些年前我们将整个人类奉献给圣母玛丽亚無玷聖心。今天我们特别将所有俄罗斯人民交给並奉献给聖母無玷聖心⋯⋯”
教宗若望保禄二世於1984年3月25日聯合全世界的主教把全世界奉獻給聖母玛利亚，没有特别提到俄罗斯。對於露希亚·桑托斯是否证实了这个仪式滿足了圣母玛利亚的要求，存在不一致的說法。
一份教会杂志的1985年9月號稱露希亚说这个仪式没有满足圣母玛利亚的要求，因为其中没有专门提到俄罗斯，以及“许多主教没有认识到其重要性”。
2001年，聖座教義部秘書長泰西修·贝尔托内總主教与露希亚会晤，露希亚对他说：“我已经说过圣母要求的奉献在1984年完成了，而且已经被上天接受。”2005年2月13日露希亚逝世前她本人就这个问题没有发表过任何公开评论。
露希亚在1989年8月29日及1990年7月3日的信件中表示1984年的奉獻已按照聖母的要求完成。聖座在官方網站表明露希亞已經確認聖母要求的奉獻已在1984年完成。

## 第三个秘密
2000年6月26日上午，圣座信理部部长拉青格枢机（2005年當選為教宗本篤十六世）、秘书长贝尔托内总主教和圣座新闻室主任纳瓦罗博士在梵蒂冈新闻室联合举行记者招待会，透过电视向全世界公布八十三年前圣母在葡萄牙法蒂玛向三个小牧童透露的秘密的第三部分内容：
1917年7月13日法蒂瑪蔻伐·達·愛瑞爾牧地（Cova da Iria）顯露的祕密的第三部份。
主耶穌、聖母、聖若瑟
我遵從你，天主，透過萊里亞主教閣下和聖母對我所下的命令，寫下此事。
在我之前所述的兩段之後，在聖母左邊的稍上方，我們看見一位天使左手持一把燃燒之劍，其火燄好像要燒毀全世界，但是當火焰一接觸到聖母右手向天使發出的光芒，便熄滅了。天使以右手指向地面，高喊：「補贖！補贖！補贖！」接著我們看到天主巨大的光。「就像人們在鏡前經過鏡中影像」，又看見一位穿著白衣的主教（我們覺得他就是教宗），和其他主教、修士、修女、男女信徒等正攀登一座峻嶺，山巔上有一支巨大粗糙的木十字架，好像是帶皮黃柏木製的；教宗抵達前，顛蹶地路過一座大城，這個城半為丘墟，另一半則在地震，教宗痛苦哀號，為他沿途所見屍體的亡魂祈禱。抵達山巔後，教宗五體投地跪在大十字架下，一群士兵向他連發槍子和弓箭，然後主教、修士、修女、男女信徒等也如此被殺死，不同階層和地位的世俗人士，也都接連一併死去。十字架的兩端之下有兩位天使，手中各執一個水晶杓子，他們以此蒐集殉道者的鮮血，並灑向他們往天主方向前進的靈魂。

## 争论
整个事件并非没有争议。1910年葡萄牙王國被推翻后天主教会的势力不断受到新的葡萄牙第一共和國限制。许多天主教徒觉得受到迫害，这使得整个葡萄牙社会极端化，一边是城市自由主义者，另一边是农村、保守的天主教徒。現世主義者认为这个事件是教会试图重获政治控制。牧童们被捕反映出了当时政府的这个顾虑。
卡爾莫納发动1926年5月28日政變后新成立的政府，尤其是萨拉查执政的獨裁葡萄牙第二共和國期间信奉花地瑪聖母不再被半禁止，相反地，它成为葡萄牙民间民族主义的三个元素之一：“法朵音乐、花地瑪、足球”。
有人指责教会内部有人掩盖花地瑪的信息，包括禁止露希亚发言。但是作为一名加尔默罗会的修女露希亚不获得允许是不能公开发表言论和进行采访的。而且露希亚本人到她逝世为止一直在写日记以及私人书信，因此这个指责好像没有根据。
2000年第三个秘密被发表前一年有许多小报发表文章说第三个秘密是世界末日的一个显圣，或者在不久的将来地球会像埃德加·凯西预言的那样变化。有人问露希亚这些报道时她否认第三个秘密与此有关。不过在一份天主教发表物中她提到聖經《若望默示錄》第8至13章。
1992年，公开當時尚未发表的聖母显现文献。
1940年代有人问教宗庇護十二世意大利学校裡的女教师应该穿什么样的衣服来显示其谦逊时他回答说：“长于膝盖，半臂长，锁骨下两指。”据说这是花地瑪聖母显现时的衣着。

## 政治因素
保守天主教徒对花地瑪聖母的信息中反共的内容非常热心。圣母蓝军（Blue Army of Our Lady）是一个由天主教徒和非天主教徒组成的组织，其成员认为通过挚诚的每日的祈祷可以达到世界和平和结束共产主义的错误。批评家认为1952年拍摄的电影《天使显灵》（The Miracle of Our Lady of Fatima）过分地将当时葡萄牙政府中的社会主义者和其他左派边线为显现的“对手”。他们认为由于当时的政府主要是受共济会的影响，而不是受社会主义者的影响，政府对显现的反对主要是为了使得政教分家，而不是出于无神论或者共产主义思想。其他批评家说只有显现的反对者才会相信这样的。

## 教会的官方态度

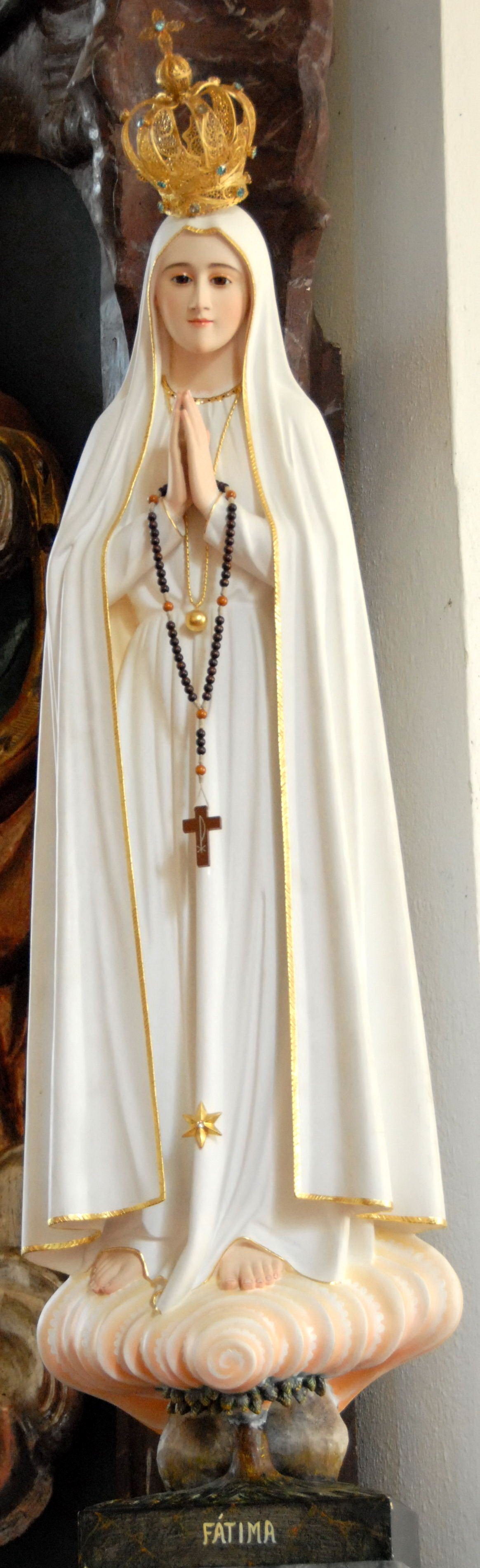
花地玛圣母的圣像

對私人显现的神蹟，不屬天主教信仰的部分，教徒可信、可不信。但是作为信仰的一部分，天主教会會去验证这些神蹟，来确定它们是否值得被相信。教宗庇護十二世、若望二十三世、保祿六世和若望保禄二世均表示接受花地瑪事件的超自然性。若望保禄二世甚至表示花地瑪聖母在1981年花地瑪聖母节上他遭刺杀时救了他的命。1930年10月13日，聖座正式宣布花地瑪聖母的奇迹和超自然性值得相信。

## 轶事
- 「法蒂玛」本来是一个阿拉伯名字，回教徒给他们的女儿起这个名字，来纪念先知穆罕默德的女儿法蒂瑪。传说摩尔人公主「法蒂玛」，在葡萄牙被基督徒收复的过程中，法蒂玛公主被基督徒军队俘虏，改宗基督教，受洗后于1158年与基督徒軍官结婚，從此法蒂玛这个名字，成為有名的地名與人名。
- 「法蒂玛」這個名字，在葡萄牙此前也有使用，但是1917年后它成为一个非常常见的葡萄牙妇女名字。
- 1917年5月13日，花地瑪聖母第一次显现的同日，后来的教宗庇護十二世在罗马被教宗本篤十五世提升为主教。
- 教宗若望·保禄二世相信花地瑪聖母在他1981年5月13日被刺后救了他的命。此后他三次访问花地瑪，并且将从他体内取出的子弹和他的第一枚枢机指环奉献给了花地瑪聖母，现在这枚子弹嵌在花地瑪聖母像的王冠中[24]。

## 命名事物
- 葡萄牙法蒂玛天主圣三教堂
- 花地瑪堂區（天主教澳門教區）
- 花地瑪聖母堂，位於香港長洲
- 台北市松山區法蒂瑪聖母堂
- 新北市淡水區淡水天主堂法蒂瑪聖母朝聖地
- 新北市烏來區烏來天主堂法蒂瑪聖母朝聖地
- 台中市北區雙十路法蒂瑪聖母堂
- 高雄市新興區法蒂瑪聖母堂
- 屏東縣泰武鄉佳平村法蒂瑪聖母堂
- 屏東縣來義鄉古樓村法蒂瑪聖母堂

### 引用
1. 1 2 3 4 5 6 7 8 9 10 11 12 13 14 15 16 17  John De Marchi The Immaculate Heart (1952) Farrar, Straus and Young, New York
2. ↑  Stanley Jaki God and the Sun at Fatima (1999) Real View Books, Michigan, p15
3. 1 2 3  De Marchi, John. . St. Paul, Minnesota: Catechetical Guild Entertainment Society. 1952.
4. ↑  Journal of Meteorology，14卷，142号，1988年10月，以及其它所有关于这个事件的文章
5. ↑  John de Marchi（1952年）The Immaculate Heart Farrar, Straus and Young，纽约，144页
6. ↑  John De Marchi（1952年）The Immaculate Heart Farrar, Straus and Young，纽约，147页
7. ↑  John De Marchi（1952年）The Immaculate Heart Farrar, Straus and Young，纽约，143页
8. ↑  John De Marchi（1952年）The True Story of Fatima Catechetical Guild Educational Society, St. Paul Minnesota，207至210页
9. ↑  Fatima In Lucia's Own words, Lucia de Jesus（1995年）The Ravengate Press，101至104页
10. ↑  Fatima In Lucia's Own words, Lucia de Jesus（1995年）, The Ravengate Press，104页
11. ↑  教宗封聖2牧童 葡小鎮湧50萬 （页面存档备份，存于）
12. ↑  John De Marchi（1952年）The Immaculate Heart Farrar, Straus and Young，纽约，62页
13. ↑  John De Marchi（1952年）The Immaculate Heart Farrar, Straus and Young，纽约，219页
14. ↑  《花地瑪聖母》 （页面存档备份，存于），fatimacc.catholic.org.hk。
15. ↑  . 梵蒂岡廣播電台. 2001-12-22  [2018-08-20]. （原始内容存档于2018-08-20）.
16. ↑  Fátima - 1984 Consecration （页面存档备份，存于）, EWTN Expert Answers.

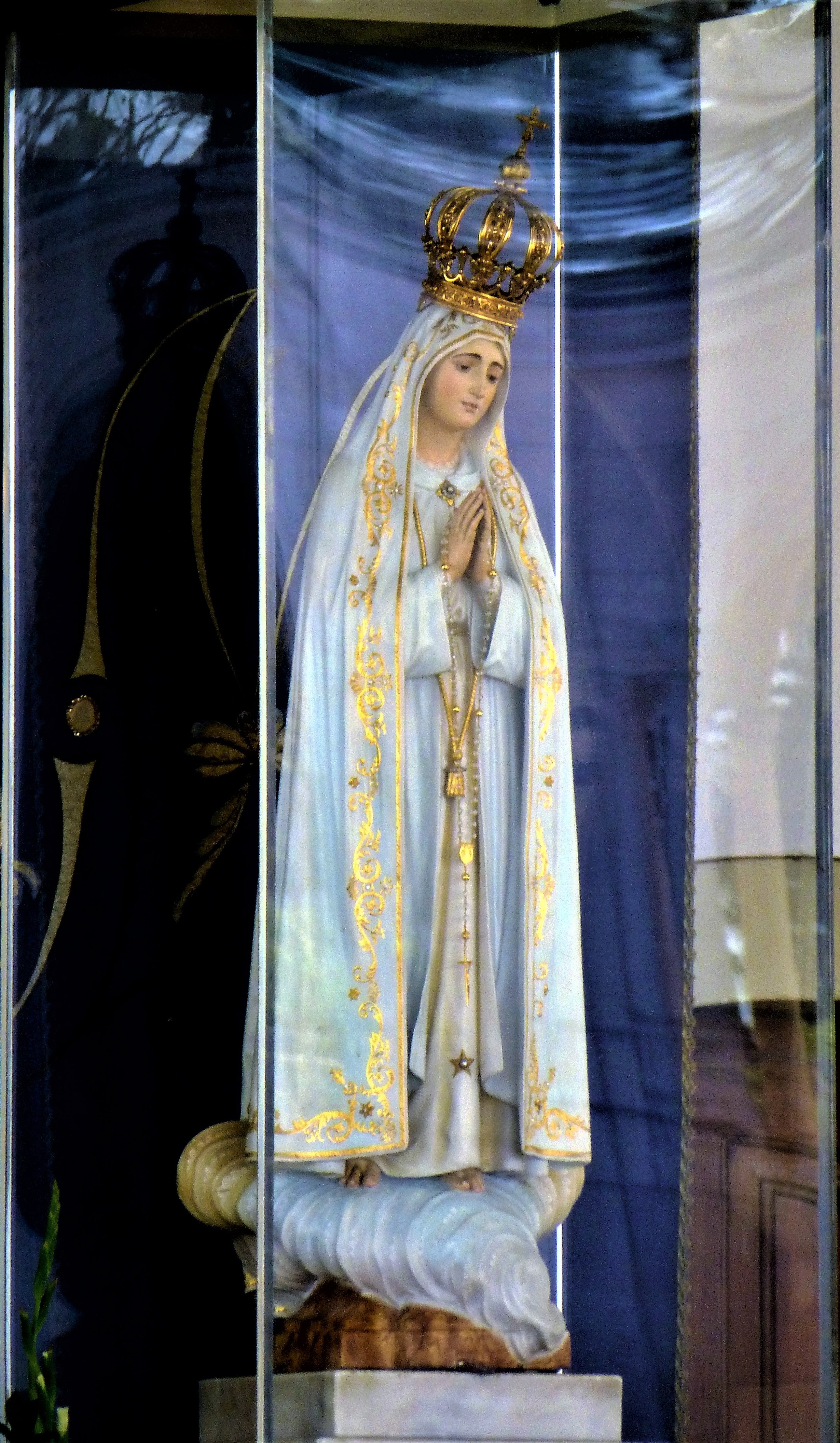
法蒂瑪聖母聖像

17. ↑  The Message of Fatima （页面存档备份，存于），www.vatican.va，原文："Sister Lucia personally confirmed that this solemn and universal act of consecration corresponded to what Our Lady wished (“Sim, està feita, tal como Nossa Senhora a pediu, desde o dia 25 de Março de 1984”: “Yes it has been done just as Our Lady asked, on 25 March 1984”: Letter of 8 November 1989)."
18. ↑  . 梵蒂岡廣播電台. 2000-06-27  [2024-08-18]. （原始内容存档于2013-02-14）.
19. ↑  异星@承行主旨. . 天主教在線. 2012-02-20  [2017-05-07]. （原始内容存档于2015-02-03） （中文（简体））.
20. ↑  . The University Concourse.   [2024-08-18]. （原始内容存档于2007-03-13）.
21. ↑  教宗本篤十四世，
22. ↑  . EWTN Global Catholic Television Network.   [2024-08-18]. （原始内容存档于2007-04-09）.
23. ↑  Joseph Pelletier "The Sun Danced at Fatima", Doubleday，纽约（1983年），147页
24. ↑  . Catholic World News. 2006-05-10  [2024-08-18]. （原始内容存档于2007-04-08）.

## 參见
- 馬利亞 (耶穌的母親)、玛利亚的称号、聖母顯現
- 法蒂瑪的三個秘密
- 法蒂玛圣母朝圣地
- 法蒂玛天主圣三教堂